# Bolyok
Bolyok 1940 előtt község az akkori Borsod vármegye Ózdi járásában, azóta Ózd része. Az egykori falusi része a 2306-os út mentén található, de Ózd modern belvárosi része (Vasvár), (mely a 25-ös főút mellett fekszik), a városhoz csatolás előtt Bolyok külterülete volt. 1950-es évek óta történt terjeszkedése során átvette a városszerkezetben a "Kis-Ózd" szerepét. Így ma már Bolyok a város legjelentősebb városrésze.

## Története
Az első írásos emlék 1320-ból származik, akkor Bolk alakban fordul elő. A Bolk szláv eredetű személynév, ebből alakult magyar névadással Bolyokká. A birtokosai közül leghíresebb Bolyki Tamás, az Egri csillagok című regényben ábrázolt hadnagy. A település a Bükk-vidék alacsonyabb nyúlványai által koszorúzott síkságán fekszik, a Hódos-patak és a Hangony-patak szeli át. 1940 óta Ózd része. A településegyesítés után kihasználva az itteni szabad területeket ide, pontosabban a vasgyárral tőszomszédos, attól nyugatra fekvő Vasvár pusztára építették fel az új városközpontot. Ennek állít emléket a Vasvár út nevű jelenlegi főutca (a 25-ös főút). A régi falunak önálló izraelita hitközsége volt. Területén római katolikus templom található, melynek a neve Rózsafüzér Királynéja templom.